# Камешек (Біловський округ)
Ка́мешек (рос. Камешек) — селище у складі Біловського округу Кемеровської області, Росія.

## Населення
Населення — 66 осіб (2010; 76 у 2002).
Національний склад (станом на 2002 рік):
- росіяни — 92 %